# 549-та гренадерська дивізія (Третій Рейх)
549-та гренадерська дивізія (Третій Рейх) (нім. 549. Grenadier-Division) — гренадерська піхотна дивізія Вермахту, що входила до складу німецьких сухопутних військ за часів Другої світової війни.

## Історія
549-та гренадерська дивізія сформована 11 липня 1944 року в ході 29-ї хвилі мобілізації у IV військовому окрузі, як «загороджувальна дивізія» (нім. Sperr-Division). З липня 1944 року билася на Східному фронті в західній Литві. 9 жовтня 1944 року переформована на 549-ту фольксгренадерську дивізію.

## Райони бойових дій
- СРСР (північний напрямок) (липень — жовтень 1944)

## Командування

### Командири
- генерал-лейтенант Карл Янк (нім. Karl Jank) (11 липня — 9 жовтня 1944)

### Підпорядкованість
| Час      | Корпус  | Армія | Група армій (округ) | Штаб        |
| -------- | ------- | ----- | ------------------- | ----------- |
| 1944     |         |       |                     |             |
| серпень  | XXVI ак | 3 ТА  | Група армій «Центр» | Вілкавішкіс |
| вересень | XXVI ак | 4 А   | Група армій «Центр» | Вілкавішкіс |

### Склад
| 1944                                     |
| ---------------------------------------- |
| 1097-й гренадерський полк                |
| 1098-й гренадерський полк                |
| 1098-й гренадерський полк                |
| 1549-й артилерійський полк               |
| 549-та фузилерна рота                    |
| 549-та рота зв'язку                      |
| 549-те дивізійне управління забезпечення |
| 549-й запасний батальйон                 |

## Нагороджені дивізії[2][Прим. 2]
|  | Кавалери Золотого Німецького Хреста                                                                        | 4 |
|  | Кавалери Лицарського хреста Залізного хреста                                                               | 2 |
|  | Кавалери Почесної відзнаки Сухопутних військ «Почесна застібка на орденську стрічку для Сухопутних військ» | 4 |